# NGC 5004
NGC 5004 é uma galáxia lenticular na direção da constelação de Coma Berenices. O objeto foi descoberto pelo astrônomo William Herschel em 1785, usando um telescópio refletor com abertura de 18,7 polegadas. Devido a sua moderada magnitude aparente (+13), é visível apenas com telescópios amadores ou com equipamentos superiores. 